# Питт, Джон, 2-й граф Четэм
Джон Питт, 2-й граф Чатам (англ. John Pitt, 2nd Earl of Chatham) — английский военный и государственный деятель, брат премьер-министра Великобритании Уильма Питта Младшего.

## Биография
Джон Питт был вторым ребёнком и старшим сыном Уильяма Питта, графа Чатэма. В 1774 году он начал военную карьеру в качестве энсина. В 1778 году его отец умер, и Джон Питт стал графом Чатэмом.
С 1780-х годов, когда Уильям Питт, его младший брат, возглавил кабинет он сосредоточился исключительно на политической карьере. Некоторое время лорд Питт занимал должность лорда-председателя Совета.
В 1799 году Джон Питт участвовал в неудачной Голландской экспедиции. Здесь Питт проявил себя посредственным командиром и организатором.

## Личная жизнь
Джон Питт был женат на Марии Елизавете Таунсшенд, дочери графа Сиднея.